# Roberto Meneguzzo
Roberto Meneguzzo (Malo, 6 febbraio 1956) è un imprenditore e investitore italiano, fondatore di PFH / Palladio Holding S.p.A., società finanziaria italiana.

## Biografia
Nato a Malo (Vicenza), Meneguzzo si è laureato presso l'Università Ca 'Foscari di Venezia nel 1979. Dal 1981 è iscritto all’Ordine dei Dottori Commercialisti italiani.
Ha seguito corsi di specializzazione all’estero in alcuni college degli Stati Uniti, tra cui l’Università della California a Berkeley, l’Università di Boston e il MIT - Massachusetts Institute of Technology a Cambridge.
Nel 1980, Meneguzzo fonda Palladio Finanziaria S.p.A., società finanziaria con sede a Vicenza specializzata in piani di investimento per piccole e medie imprese. L'anzienda cambia poi ragione sociale in PFH / Palladio Holding S.p.A., holding partecipata dal capitale di 400 milioni di euro.
La società è controllata da Roberto Meneguzzo in qualità di vicepresidente e senior partner e dal management team di cui fanno parte Veneto Banca, Banco Popolare Società Cooperativa e diverse aziende leader del Triveneto. La società ha sedi a Vicenza, Milano e Lussemburgo. Nel 2019 la società si riorganizza sia nella governance sia negli assetti azionari.
Roberto Meneguzzo fa parte anche del consiglio di amministrazione di diverse società finanziarie italiane tra cui Venice S.p.A., Alcedo SGR S.p.A. e Ferak S.p.A.